# フレー旗
フレー旗（フレーき、モンゴル語：ᠬᠦᠷᠢᠶ᠎ᠡ
ᠬᠣᠰᠢᠭᠤ　Küriy-e qosiɣu）は、中華人民共和国内モンゴル自治区通遼市に位置する旗。

## 行政区画
1ジュール・ゴドムジ（街道）、5バルガス（鎮）、2ソム（蘇木）、1郷を管轄
- 街道弁事処：フレー・ジュール・ゴドムジ（庫倫街道）
- バルガス（鎮）
  - フレー・バルガス（庫倫鎮）
  - 扣河子鎮
  - バインフア・バルガス（白音花鎮）
  - 六家子鎮
  - オロスン・バルガス（額勒順鎮）
- ソム（蘇木）
  - マンハン・ソム（茫汗蘇木）
  - 先進蘇木
- 郷：水泉郷